# Weltmeisterschaften im Gewichtheben 1946
Die 25. Weltmeisterschaften im Gewichtheben fanden vom 18. bis zum 19. Oktober 1946 in der französischen Hauptstadt Paris statt. An den von der International Weightlifting Federation (IWF) im Dreikampf (beidarmiges Drücken, Reißen und Stoßen) ausgetragenen Wettkämpfen nahmen 79 Gewichtheber aus dreizehn Nationen teil. Während der Eintritt der UdSSR in die olympische Bewegung 1952 als Beginn des Systemsvergleichs im Sport angesehen wird, gab es auch bereits 1946 solche Wettkämpfe.

## Medaillengewinner
| Disziplin           | Gold                 | Silber            | Bronze              |
| ------------------- | -------------------- | ----------------- | ------------------- |
| Federgewicht        | Arvid Andersson      | Mahmoud Fayad     | Moissei Kasjanik    |
| Leichtgewicht       | Stanley Stanczyk     | Wladimir Swetilko | Georgi Popow        |
| Mittelgewicht       | Khadr Sayed El Touni | John Terpak       | Frank Spellman      |
| Leichtschwergewicht | Grigori Nowak        | Frank Kay         | Henri Ferrari       |
| Superschwergewicht  | John Davis           | Jakow Kutschenko  | Mohamed Ahmed Geisa |

## Medaillenspiegel
Die Platzierungen im Medaillenspiegel sind nach der Anzahl der gewonnenen Goldmedaillen sortiert, gefolgt von der Anzahl der Silber- und Bronzemedaillen (lexikographische Ordnung). Weisen zwei oder mehr Nationen eine identische Medaillenbilanz auf, werden sie alphabetisch geordnet auf dem gleichen Rang geführt.
| Rang | Nation             | Gold | Silber | Bronze | Gesamt |
| ---- | ------------------ | ---- | ------ | ------ | ------ |
| 1.   | Vereinigte Staaten | 2    | 2      | 1      | 5      |
| 2.   | Sowjetunion        | 1    | 2      | 2      | 5      |
| 3.   | Ägypten            | 1    | 1      | 1      | 3      |
| 4.   | Schweden           | 1    | 0      | 0      | 1      |
| 5.   | Frankreich         | 0    | 0      | 1      | 1      |